# Marzi (komiks)
Marzi – francusko-polska seria komiksowa autorstwa Marzeny Sowy i Sylvaina Savoia, ukazująca się w oryginale od 2005 do 2017 nakładem wydawnictwa Dupuis. W Polsce opublikowało ją wydawnictwo Egmont Polska. 

## Fabuła
Jest to autobiograficzna opowieść Marzeny Sowy o jej dzieciństwie w Stalowej Woli w latach 80. XX wieku, w okresie socjalizmu i ruchów opozycyjnych wobec PRL-owskiej władzy. Marzi to zdrobnienie imienia Marzena. 

## Tomy
| Tytuł i rok wydania polskiego              | Tytuł i rok wydania oryginalnego         | Uwagi |
| ------------------------------------------ | ---------------------------------------- | --- |
| 1. Dzieci i ryby głosu nie mają (2007)     | 1. Petite carpe (2005)                   | W polskim wydaniu tomy te ukazały się w albumie zbiorczym pt. Dzieci i ryby głosu nie mają (2007).                                                                                |
| 2. Jak w niebie, tak i na ziemi (2007)     | 2. Sur la terre comme au ciel (2006)     | W polskim wydaniu tomy te ukazały się w albumie zbiorczym pt. Dzieci i ryby głosu nie mają (2007).                                                                                |
| 3. Opornik (2008)                          | 3. Rezystor (2007)                       | W polskim wydaniu tomy te ukazały się w albumie zbiorczym pt. Hałasy dużych miast (2008).                                                                                         |
| 4. Hałasy dużych miast (2008)              | 4. Le Bruit des villes (2008)            | W polskim wydaniu tomy te ukazały się w albumie zbiorczym pt. Hałasy dużych miast (2008).                                                                                         |
| 5. Nie ma wolności bez solidarności (2011) | 5. Pas de liberté sans solidarité (2009) | W polskim wydaniu tomy 5 i 6 ukazały się w albumie zbiorczym pt. Nie ma wolności bez solidarności (2011) oraz, wspólnie z tomem 7., w albumie zbiorczym Marzi. Nowe życie (2019). |
| 6. Nie ma tego złego… (2011)               | 6. Tout va mieux… (2011)                 | W polskim wydaniu tomy 5 i 6 ukazały się w albumie zbiorczym pt. Nie ma wolności bez solidarności (2011) oraz, wspólnie z tomem 7., w albumie zbiorczym Marzi. Nowe życie (2019). |
| 7. Nowe życie (2019)                       | 7. Nouvelle vague (2017)                 | W polskim wydaniu tomy 5 i 6 ukazały się w albumie zbiorczym pt. Nie ma wolności bez solidarności (2011) oraz, wspólnie z tomem 7., w albumie zbiorczym Marzi. Nowe życie (2019). |